# Masson-Trichrom-Färbung

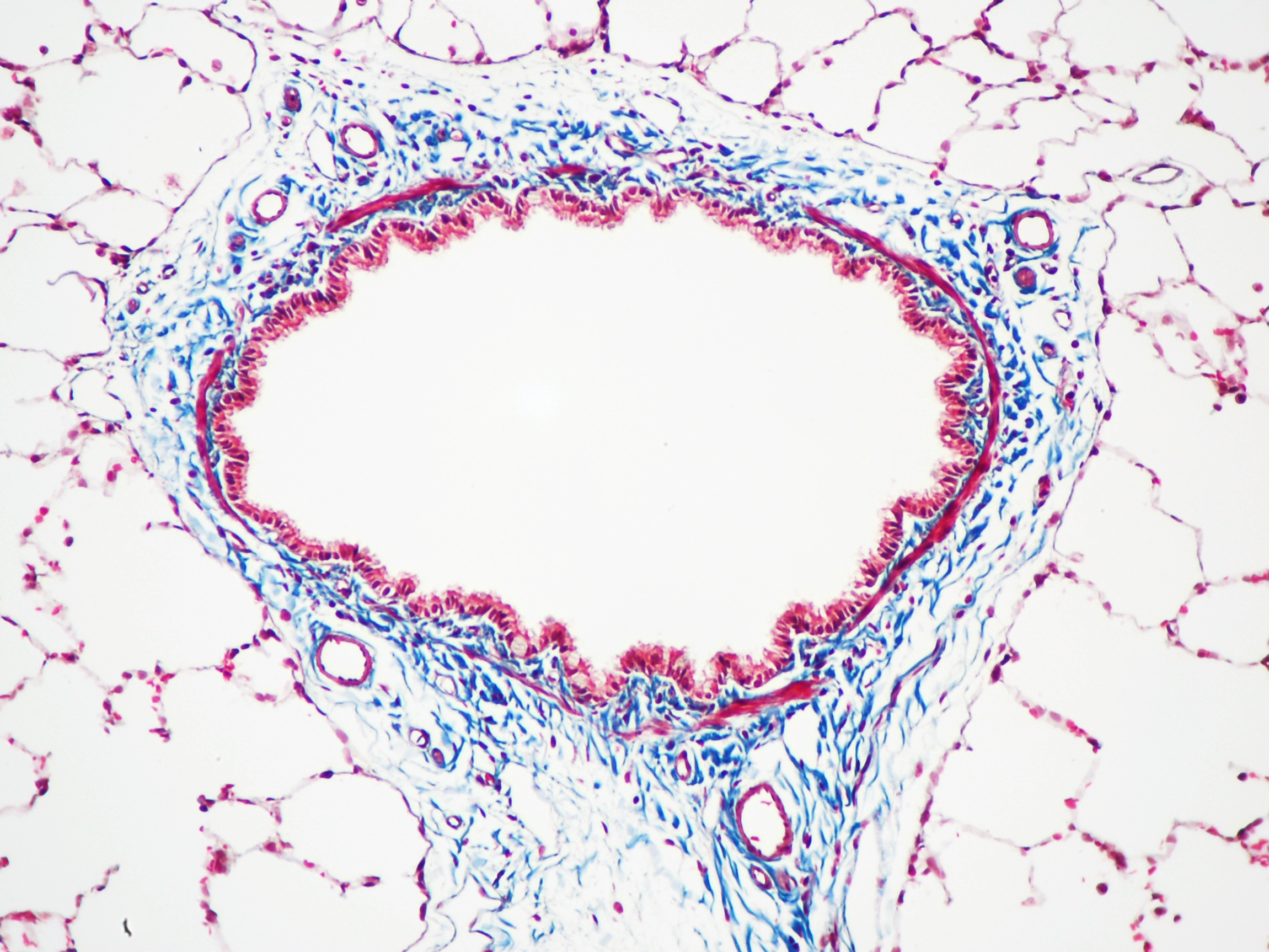
Masson-Trichrom-Färbung von Lungengeweben der Ratte, mit Bindegewebe (blau), Zellkernen (rot/lila) und Zytoplasma (rot/rosa)

Die Masson-Trichrom-Färbung ist eine histologische Trichrom-Färbungsmethode.

## Eigenschaften
Die meisten Varianten der Masson-Trichrom-Färbung erzeugen rot gefärbtes Keratin und Muskelfasern, blaues oder grünes Kollagen und Knochen, rosa Zytoplasmata und braun-schwarze Zellkerne.
Die zu färbenden Objekte werden nach der Fixierung zur Färbung der Zellkerne in Eisen- und Hämatoxylin-Lösungen nach Weigert getaucht. Die erste Weigertsche Lösung enthält Eisenchlorid in verdünnter Salzsäure, die zweite besteht aus Hämatoxylin in 95 % Ethanol und die Dritte aus Kaliumhexacyanoferrat in alkalischer Natriumboratlösung. Anschließend erfolgt die zytoplasmatische Färbung mit Säurefuchsin und Ponceau 2R in wässriger Essigsäurelösung. Bei der Variante der Masson-Färbung nach Lillie wird als alternativer saurer Farbstoff Biebricher Scharlach verwendet.
Die nächste Lösung enthält Phosphormolybdänsäure. Abschließend werden die Proteinfasern mit Lichtgrün SF oder Fast Green FCF gefärbt. Alternativ kann auch eine Blaufärbung mit Methylenblau, Wasserblau oder Anilinblau verwendet werden.

## Varianten
Die Lillie-Trichrom-Färbung verwendet als roten Farbstoff Biebricher Scharlach. Die Masson-Trichrom & Verhoeff-Färbung ist eine Färbekombination, die zur Färbung von Blutgefäßen und zur Unterscheidung von Arterien und Venen verwendet wird, da die Verhoeff-Färbung Elastin schwarz färbt. In der Masson-Goldner-Trichrom-Färbung wird Hämatoxylin mit Eisen-Trioxyhämatein nach Hansen ersetzt, die anderen Farblösungen verdünnt, Phosphormolybdänsäure gegen Phosphorwolframsäure ersetzt und Orange G zur Färbung der Erythrozyten verwendet.

## Geschichte
Die Masson-Trichrom-Färbung wurde 1929 von Claude L. Pierre Masson (1880–1959) entwickelt. Sie ist eine Weiterentwicklung der Mallory-Trichrom-Färbung.